# Pycnosomia strongylocentroti
Pycnosomia strongylocentroti is een zeespin uit de familie Phoxichilidiidae. De soort behoort tot het geslacht Pycnosomia. Pycnosomia strongylocentroti werd in 1933 voor het eerst wetenschappelijk beschreven door Losina-Losinsky. 